# Etihad Park
El Eithad Park es un recinto deportivo en construcción ubicado en Queens, Nueva York, Estados Unidos. Albergará los partidos que disputará como local el New York City Football Club de la Major League Soccer (MLS) y contará con capacidad para 25.000 espectadores. Su inauguración está prevista para 2027.

## Historia
Las obras de construcción del estadio comenzaron el 4 de diciembre de 2024 con un acto en el que estuvieron presentes Don Garber, comisionado de la MLS, y Eric Adams, alcalde de la ciudad de Nueva York.